# World of Aden: Thunderscape
World of Aden: Thunderscape è un videogioco di ruolo del 1995 sviluppato da Strategic Simulations e pubblicato da Mindscape.
Nel 2013 il gioco è stato distribuito da GOG.com insieme al suo seguito, Entomorph: Plague of the Darkfall.
L'ambientazione di Thunderscape è utilizzata anche per la campagna di Pathfinder Thunderscape: The World of Aden.